# قاي كيلي
قاي كيلي (بالإنجليزية: Guy Kelly)‏ هو عازف جاز ومغني أمريكي، ولد في 22 نوفمبر 1906، وتوفي في 24 فبراير 1940 في شيكاغو في الولايات المتحدة.

## وصلات خارجية
- قاي كيلي على موقع ميوزك برينز (الإنجليزية)
- قاي كيلي على موقع أول ميوزيك (الإنجليزية)